# Hryć Procak
Hryć Procak – ukraiński działacz społeczny, poseł do Sejmu Krajowego Galicji I kadencji (1861–1867), włościanin z Żabokruków (powiat Obertyn).
Wybrany do Sejmu Krajowego Galicji w IV kurii obwodu Kołomyja, z okręgu wyborczego Horodenka-Obertyn.

## Literatura
- "Wykaz Członków Sejmu krajowego królestwa Galicyi i Lodomeryi, tudzież wielkiego xięstwa Krakowskiego 1863", Lwów 1863
- Stanisław Grodziski - "Sejm Krajowy Galicyjski 1861-1914", Wydawnictwo Sejmowe, Warszawa 1993, ISBN 83-7059-052-7